# Industrie dans la région autonome du Tibet
Selon le Livre blanc illustré publié par le gouvernement central en 2009, l'industrie dans la région autonome du Tibet a pour piliers l'extraction minière, les matériaux de construction, l'artisanat et la médecine tibétaine, et comme auxiliaires la production d'électricité, la transformation des produits de l'agriculture et de l'élevage et la production alimentaire. 

## Essor
La valeur ajoutée industrielle a grimpé de 15 millions de yuans en 1959 à 2,968 milliards de yuans en 2008. Le commerce moderne, le tourisme, la restauration, les loisirs et autres industries, sont en plein essor et constituent les industries premières de la région .

## Différents types d’entreprises industrielles
En 2007, pour une production industrielle brute d'une valeur totale de 5 044 millions de yuans, 35,1 % provenaient des entreprises étatiques, 5,6 % des entreprises en propriété collective et 61,3 % du reste (sociétés privées, coentreprises et sociétés étrangères). L'entreprise privée est désormais la source principale de la croissance de la production industrielle.

## Industrie minière
L’industrie minière en est encore à ses débuts. L’effort a d’abord porté sur la localisation des ressources minérales, notamment le chrome, le cuivre, l’or, le plomb, le zinc, le sel, le charbon, le pétrole. L’exploitation de ces ressources a commencé et se fait dans le cadre de l’économie de marché et au moyen de fonds disponibles sur place ou provenant de l’extérieur de la région. En 2006, la R.A.T. a extrait 1 500 tonnes de borax, 16 000 tonnes de boromagnésites et des centaines de milliers de tonnes de chromites. L’extraction minière ne représente toutefois que 4 % du produit annuel brut du Tibet.
En 2013, une catastrophe minière a tué un total de 83 travailleurs (81 Han et 2 Tibétains) dans la mine d'or de Gyama, non loin de Lhassa, exploitée par la compagnie étatique China National Gold Group, la plus grande entreprise productrice d'or en Chine. Cette catastrophe a ravivé les tensions et le ressentiment des Tibétains envers l'industrie minière,. Les autorités mandatées pour enquêter sur l'enquête de la catastrophes ont conclu à des causes naturelles, conclusion remise en cause par certains experts.
En novembre de la même année, la BBC fait état d'un nombre record de Tibétains déplacés en raison de projets miniers et hydroélectriques, selon des rapports et déclarations de la part de leaders tibétains en exil et de chercheurs. Selon l'Administration centrale tibétaine, 20 des 130 Tibétains qui se sont immolés par le feu étaient issus des communautés nomades forcées de quitter leurs terres pastorales.

## Eau minérale en bouteille
Losang Jamcan, président du gouvernement régional tibétain, a déclaré que le Tibet a produit 300,000 tonnes d'eau minérale en bouteille en 2014, et que ce secteur représente une force importante de croissance économique. La compagnie ferroviaire chinoise distribue plus de 150 millions de bouteille d'eau minérale tibétaine chaque année à ses passagers.

## Matériaux de construction
En 2009, cinq sociétés ont formé la société à responsabilité limitée Tibet Building Materials Group (la Tibétaine des matériaux de construction) : Tibet Tianlu Co. ; Tibet Gaozheng Group C., Ltd ; Huaxin Cement Co., Ltd ; Tibet Trust and Investment Co., Ltd ; Xingye Cement Plant. Le nouveau groupe sera axé sur la production et la vente de ciments et de matériaux de construction.

## Usine de tapis de Lhassa
Créée en 1953, l’usine étatique de tapis de Lhassa vend ses produits en Europe, en Amérique du Nord et en Asie du Sud.

## Lutte contre la pollution industrielle
Le gouvernement de la région autonome du Tibet interdit les projets industriels très polluants et gourmands en énergie tels que les usines de fabrication de pâte à papier, ainsi que les fonderies, les aciéries et les usines chimiques .
Depuis 2011, Lhassa possède une usine de traitement des eaux usées, conçue pour traiter 50 000 tonnes d'eaux usées par jour. Avant 2011, ces eaux étaient rejetées sans traitement dans les rivières. Pour sa construction, il a fallu tenir compte de l'altitude élevée, de la pression atmosphérique et des températures basses, de la rareté de l'oxygène à Lhassa .